# Азе ле Ферон
Азе ле Ферон (фр. Azay-le-Ferron) насеље је и општина у централној Француској у региону Центар (регион), у департману Ендр која припада префектури Блан.
По подацима из 2011. године у општини је живело 891 становника, а густина насељености је износила 14,62 становника/km². Општина се простире на површини од 60,95 km². Налази се на средњој надморској висини од 102 метара (максималној 143 m, а минималној 77 m).

## Демографија
| 1962. | 1968. | 1975. | 1982. | 1990. | 1999. | 2011. |
| ----- | ----- | ----- | ----- | ----- | ----- | ----- |
| 1.325 | 1.364 | 1.314 | 1.146 | 1.036 | 991   | 891   |

График промене броја становника у току последњих година